# Magnolia ashei
Espèce
Magnolia ashei est une espèce de plantes à fleurs de la famille des Magnoliaceae. C'est un arbre originaire de Floride.

## Liste des variétés
Selon Tropicos (30 décembre 2013) (Attention liste brute contenant possiblement des synonymes) :
- variété Magnolia macrophylla var. ashei (Weath.) D.L. Johnson